# Lagoa Grande do Maranhão
Lagoa Grande do Maranhão är en kommun i Brasilien.   Den ligger i delstaten Maranhão, i den nordöstra delen av landet, 1 200 km norr om huvudstaden Brasília. Antalet invånare är 10 536.
Omgivningarna runt Lagoa Grande do Maranhão är huvudsakligen savann. Runt Lagoa Grande do Maranhão är det ganska glesbefolkat, med 25 invånare per kvadratkilometer.